# NGC 2916
NGC 2916 ist eine Spiralgalaxie vom Hubble-Typ Sb im Sternbild Löwe nördlich der Ekliptik. Sie ist schätzungsweise 162 Millionen Lichtjahre von der Milchstraße entfernt.
Das Objekt wurde am 16. November 1784 von Wilhelm Herschel entdeckt.